# Cynorkis
Cynorkis är ett släkte av orkidéer. Cynorkis ingår i familjen orkidéer.

## Bildgalleri

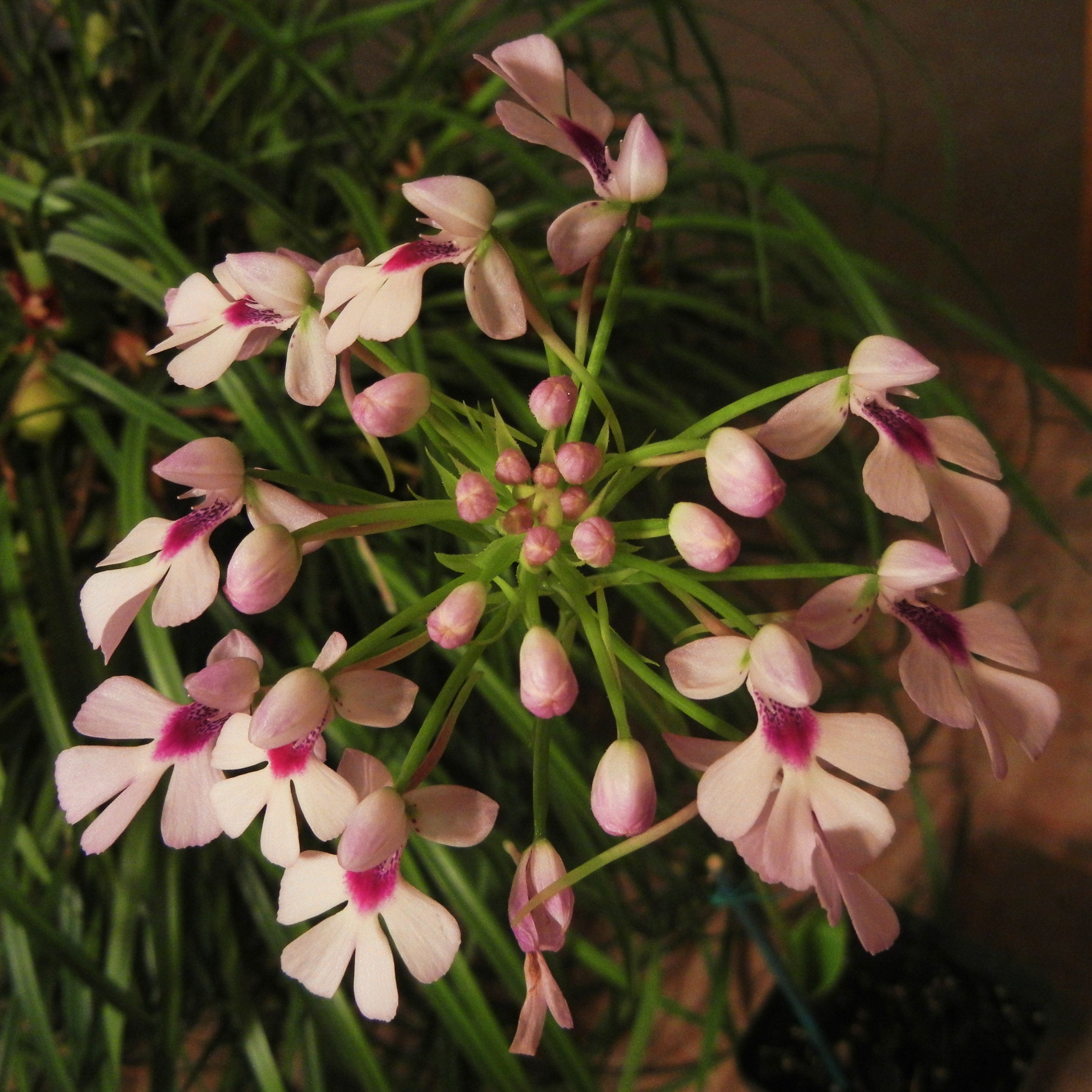
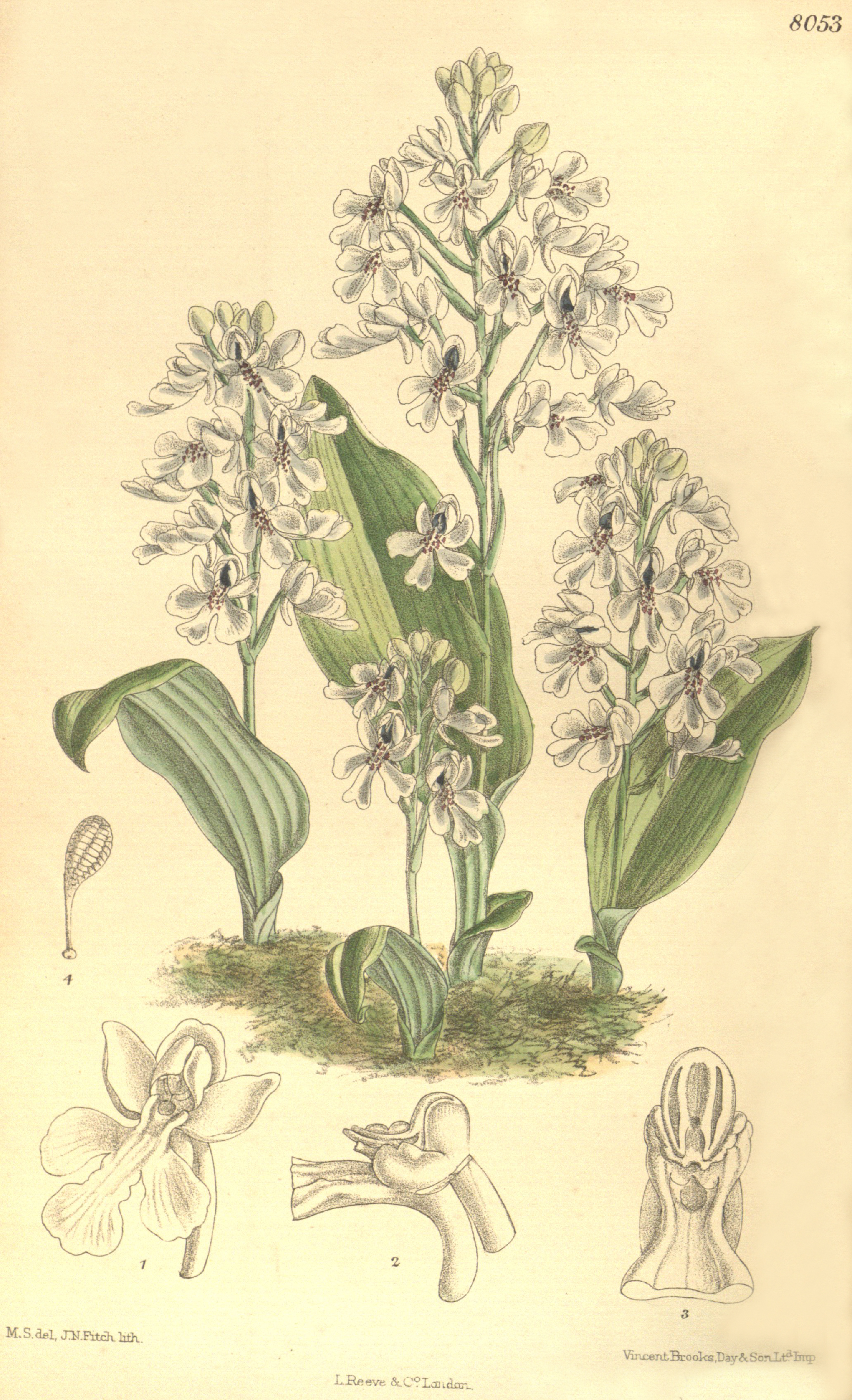
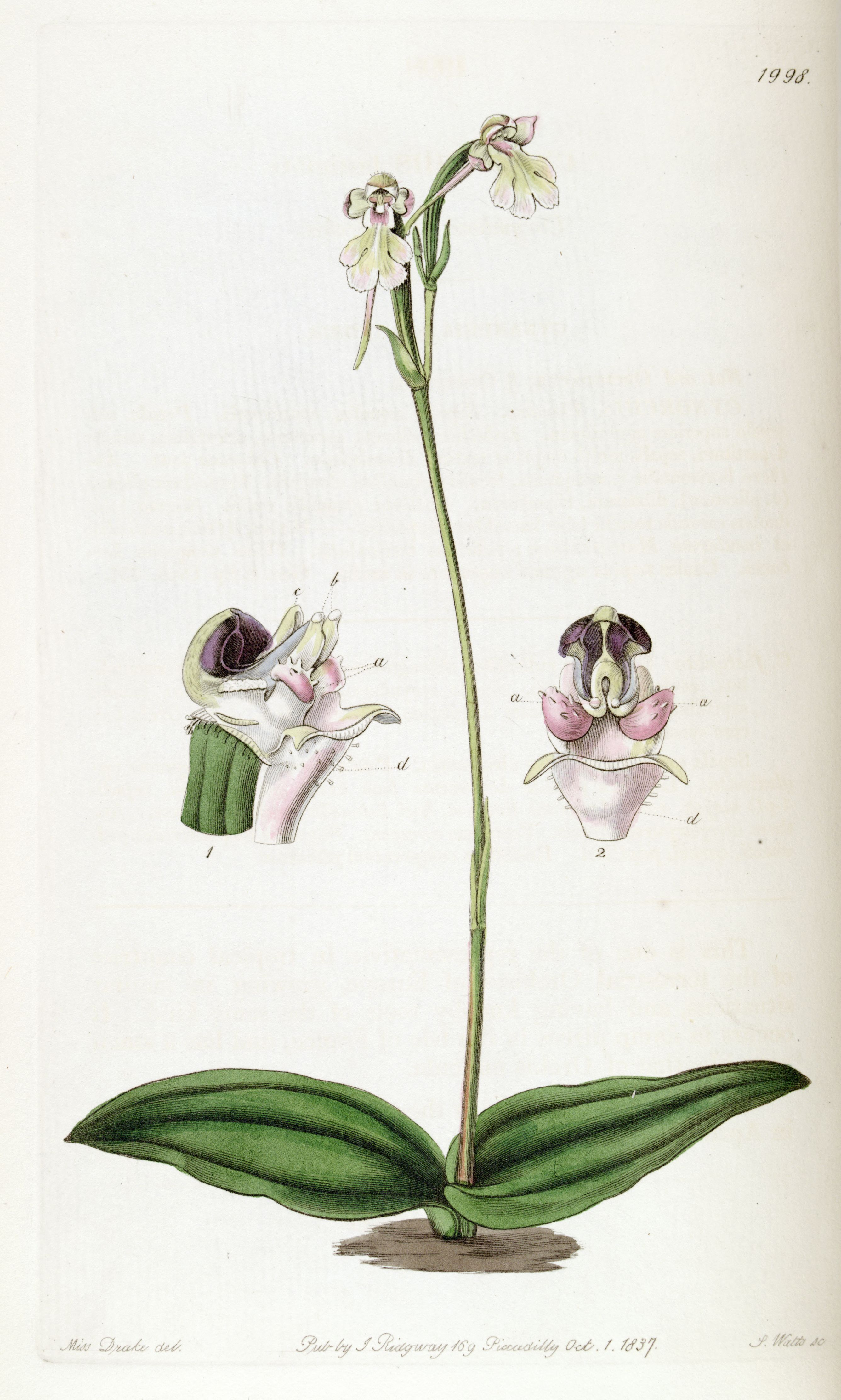
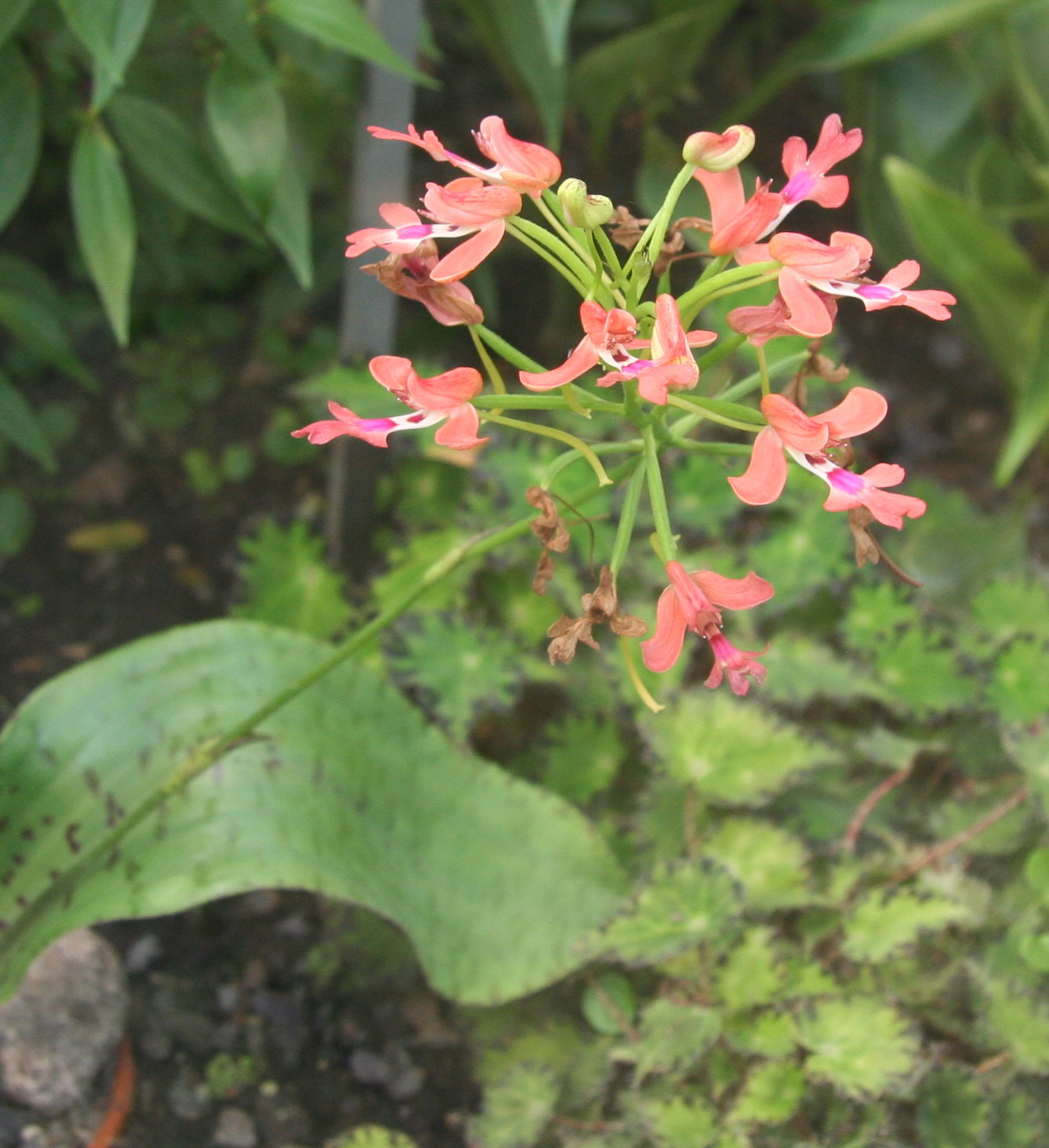
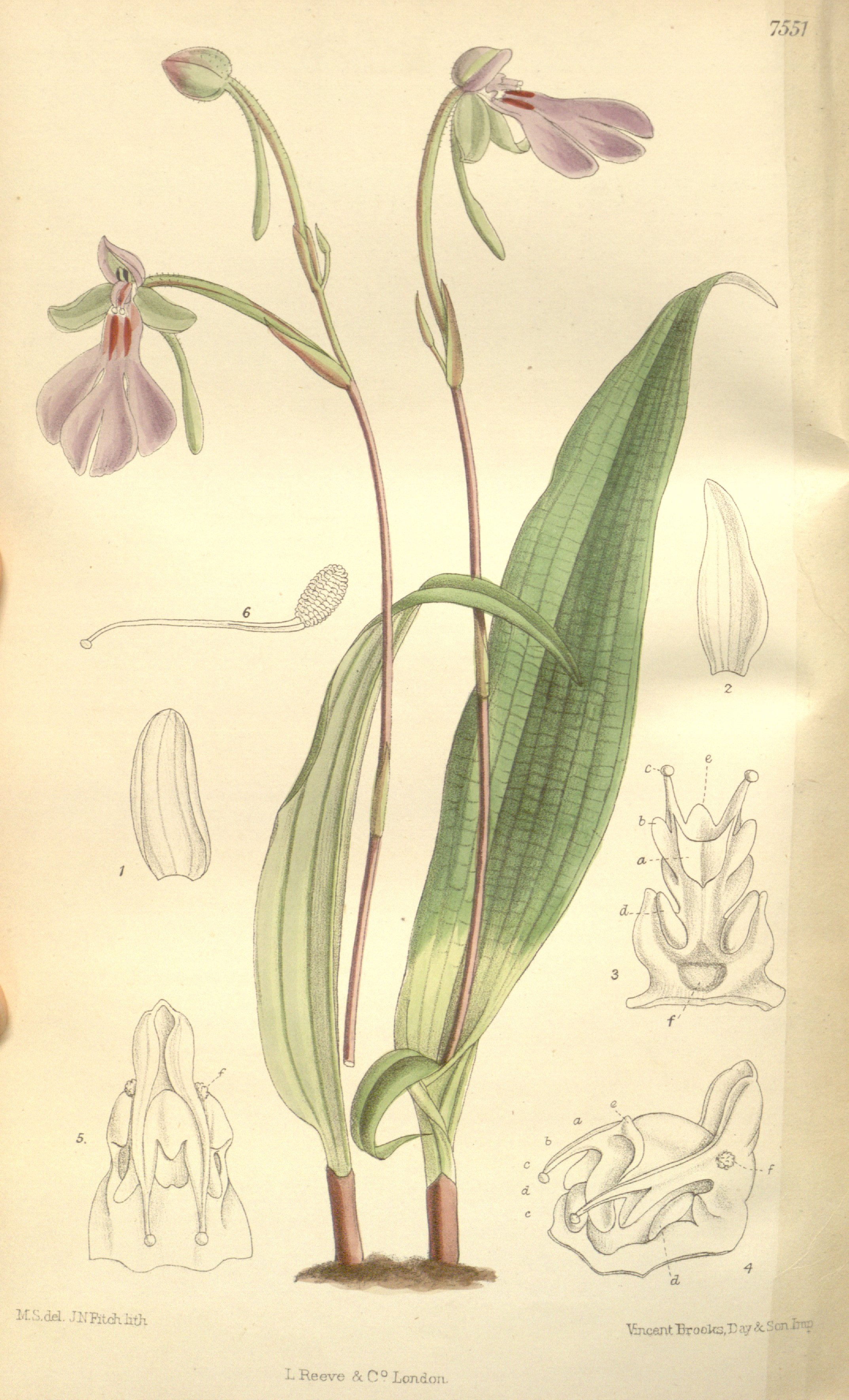
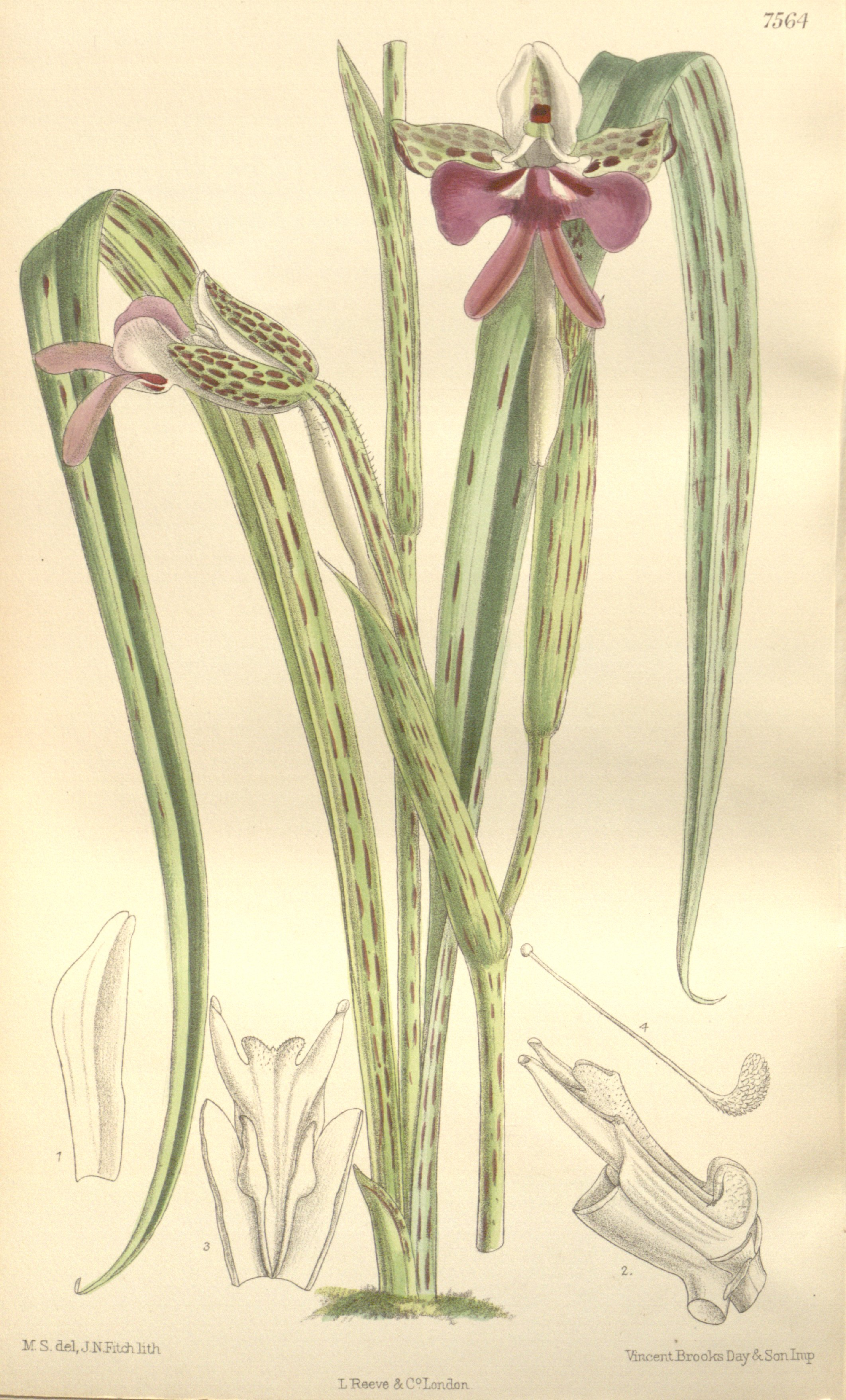

## Dottertaxa tillCynorkis, i alfabetisk ordning[1]
- Cynorkis alborubra
- Cynorkis ambondrombensis
- Cynorkis ampullacea
- Cynorkis ampullifera
- Cynorkis anacamptoides
- Cynorkis andohahelensis
- Cynorkis andringitrana
- Cynorkis angustipetala
- Cynorkis anisoloba
- Cynorkis aphylla
- Cynorkis arnottioides
- Cynorkis aurantiaca
- Cynorkis bardotiana
- Cynorkis baronii
- Cynorkis bathiei
- Cynorkis betsileensis
- Cynorkis bimaculata
- Cynorkis boinana
- Cynorkis brachycentra
- Cynorkis brachyceras
- Cynorkis brachystachya
- Cynorkis brevicalcar
- Cynorkis brevicornu
- Cynorkis breviplectra
- Cynorkis buchananii
- Cynorkis buchwaldiana
- Cynorkis cadetii
- Cynorkis calanthoides
- Cynorkis calcaripotens
- Cynorkis cardiophylla
- Cynorkis catatii
- Cynorkis clarae
- Cynorkis clavata
- Cynorkis coccinelloides
- Cynorkis commersoniana
- Cynorkis commersonii
- Cynorkis comorensis
- Cynorkis compacta
- Cynorkis confusa
- Cynorkis constellata
- Cynorkis cordemoyi
- Cynorkis crispa
- Cynorkis cuneilabia
- Cynorkis cylindrostachys
- Cynorkis debilis
- Cynorkis decaryana
- Cynorkis discolor
- Cynorkis disperidoides
- Cynorkis elata
- Cynorkis elegans
- Cynorkis ericophila
- Cynorkis exilis
- Cynorkis falcata
- Cynorkis fastigiata
- Cynorkis filiformis
- Cynorkis fimbriata
- Cynorkis flabellifera
- Cynorkis flexuosa
- Cynorkis formosa
- Cynorkis frappieri
- Cynorkis gabonensis
- Cynorkis gaesiformis
- Cynorkis galeata
- Cynorkis gibbosa
- Cynorkis gigas
- Cynorkis glandulosa
- Cynorkis globifera
- Cynorkis globosa
- Cynorkis globulosa
- Cynorkis graminea
- Cynorkis guttata
- Cynorkis gymnochiloides
- Cynorkis henrici
- Cynorkis hispidula
- Cynorkis hologlossa
- Cynorkis humbertii
- Cynorkis humblotiana
- Cynorkis jumelleana
- Cynorkis kassneriana
- Cynorkis kirkii
- Cynorkis laeta
- Cynorkis lancilabia
- Cynorkis latipetala
- Cynorkis laxiflora
- Cynorkis lilacina
- Cynorkis lindleyana
- Cynorkis lowiana
- Cynorkis ludens
- Cynorkis marojejyensis
- Cynorkis melinantha
- Cynorkis mellitula
- Cynorkis micrantha
- Cynorkis minuticalcar
- Cynorkis mirabile
- Cynorkis monadenia
- Cynorkis muscicola
- Cynorkis nervilabris
- Cynorkis nitida
- Cynorkis nutans
- Cynorkis ochroglossa
- Cynorkis ochyrae
- Cynorkis orchioides
- Cynorkis papilio
- Cynorkis papillosa
- Cynorkis paradoxa
- Cynorkis parviflora
- Cynorkis parvula
- Cynorkis pelicanides
- Cynorkis perrieri
- Cynorkis petiolata
- Cynorkis peyrotii
- Cynorkis pinguicularioides
- Cynorkis pleiadea
- Cynorkis pleistadenia
- Cynorkis pseudorolfei
- Cynorkis purpurascens
- Cynorkis purpurea
- Cynorkis quinqueloba
- Cynorkis quinquepartita
- Cynorkis raymondiana
- Cynorkis ridleyi
- Cynorkis ringens
- Cynorkis rolfei
- Cynorkis rosellata
- Cynorkis rungweensis
- Cynorkis sacculata
- Cynorkis sagittata
- Cynorkis sambiranoensis
- Cynorkis saxicola
- Cynorkis schlechteri
- Cynorkis schmidtii
- Cynorkis seychellarum
- Cynorkis sigmoidea
- Cynorkis sororia
- Cynorkis souegesii
- Cynorkis spatulata
- Cynorkis squamosa
- Cynorkis stenoglossa
- Cynorkis stolonifera
- Cynorkis subtilis
- Cynorkis summerhayesiana
- Cynorkis sylvatica
- Cynorkis symoensii
- Cynorkis tamponensis
- Cynorkis tenella
- Cynorkis tenerrima
- Cynorkis tenuicalcar
- Cynorkis trilinguis
- Cynorkis tristis
- Cynorkis tryphioides
- Cynorkis uncata
- Cynorkis uniflora
- Cynorkis usambarae
- Cynorkis verrucosa
- Cynorkis villosa
- Cynorkis violacea
- Cynorkis zaratananae